# Cloisonné

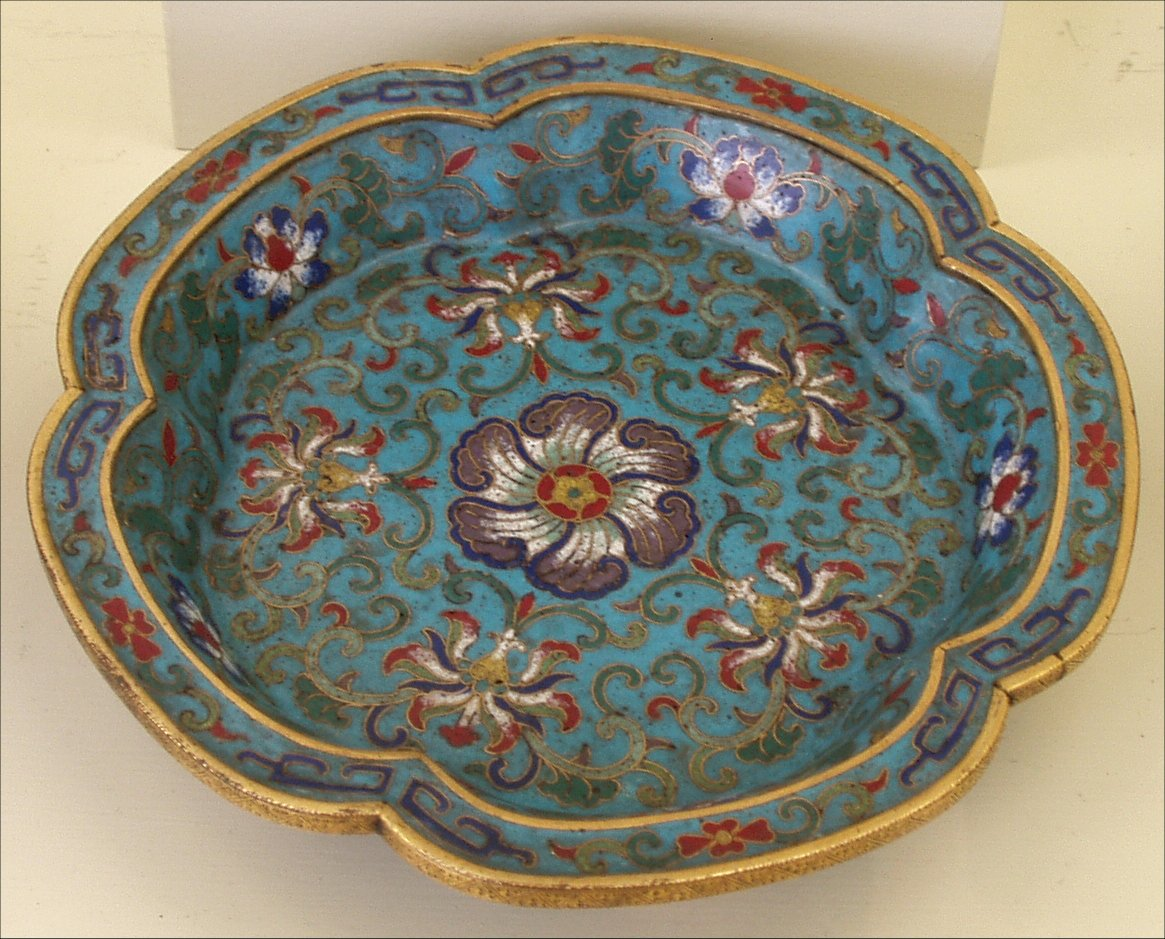
Plat en cloisonné de la dynastie Qing

Le cloisonné est une technique d'orfèvrerie qui s'est d'abord appliquée aux bijoux en métal supportant des pierres semi-précieuses (grenat), du verre ou de l'émail. Ensuite et de façon indépendante, le cloisonné s'est appliqué aux vases en métal et à certaines céramiques et autres objets de décoration en émail. Les objets produits par cette technique sont également appelés cloisonné.
Il faut différencier la technique d'« orfèvrerie cloisonnée » qui consiste à insérer à froid des tables de pierres semi-précieuses ou de verre, mise en œuvre par exemple sur la patène du trésor de Gourdon, de la technique de « l'émail cloisonné », où les cloisons et l'émail sont fixés par la fusion de l'émail.
Les prémices de la technique de l’émail cloisonné apparaissent en Égypte antique au XIXe siècle av. J.-C., dans la Grèce mycénienne, et sont reprises en Russie, gagnent toute l’Europe et se propagent ensuite vers la Chine par la route de la soie au début de la dynastie Ming (1368-1644).

## Technique
Il s'agit de cerner le contour des motifs à l'aide d'une mince bandelette métallique soudée sur le champ du métal. Les alvéoles ainsi obtenues sont remplies d'émail. Le tout est ensuite cuit et poncé.
Pour les objets en céramique, les cloisons délimitant le motif sont réalisées par le dépôt d'un filet d'engobe à l'aide d'une poire. Cette technique fut une spécialité des productions de Moorcroft au Royaume-Uni.
La technique de la Cuerda seca, utilisée dans la céramique andalouse du XIVe siècle, se servait d'une cordelette trempée dans un mélange de cire et de poudre de manganèse pour délimiter les motifs. Cette cloison brûlait à la cuisson.
Il existe des dérivés de cette technique. Le cloisonné dit « à jours » (ou « plique-à-jours ») en est un : les alvéoles sont collées sur un support en cuivre fin qui est ensuite dissous avec des acides. Il n'y a donc pas de fond et cela permet des effets de transparence.

## Galerie

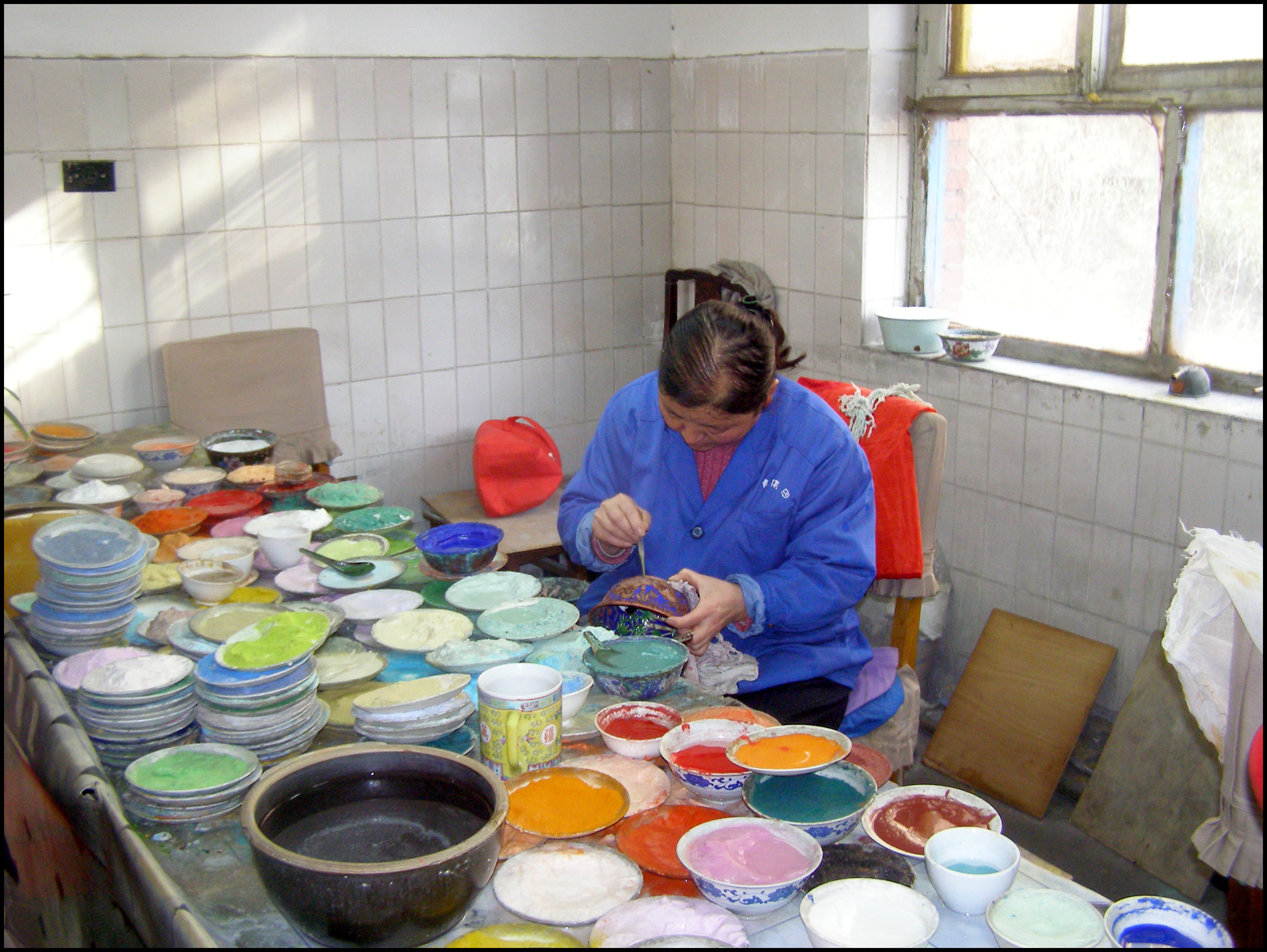
Ouvrière dans un atelier de décoration d'objets en cuivre émaillé entre Pékin et Badaling .
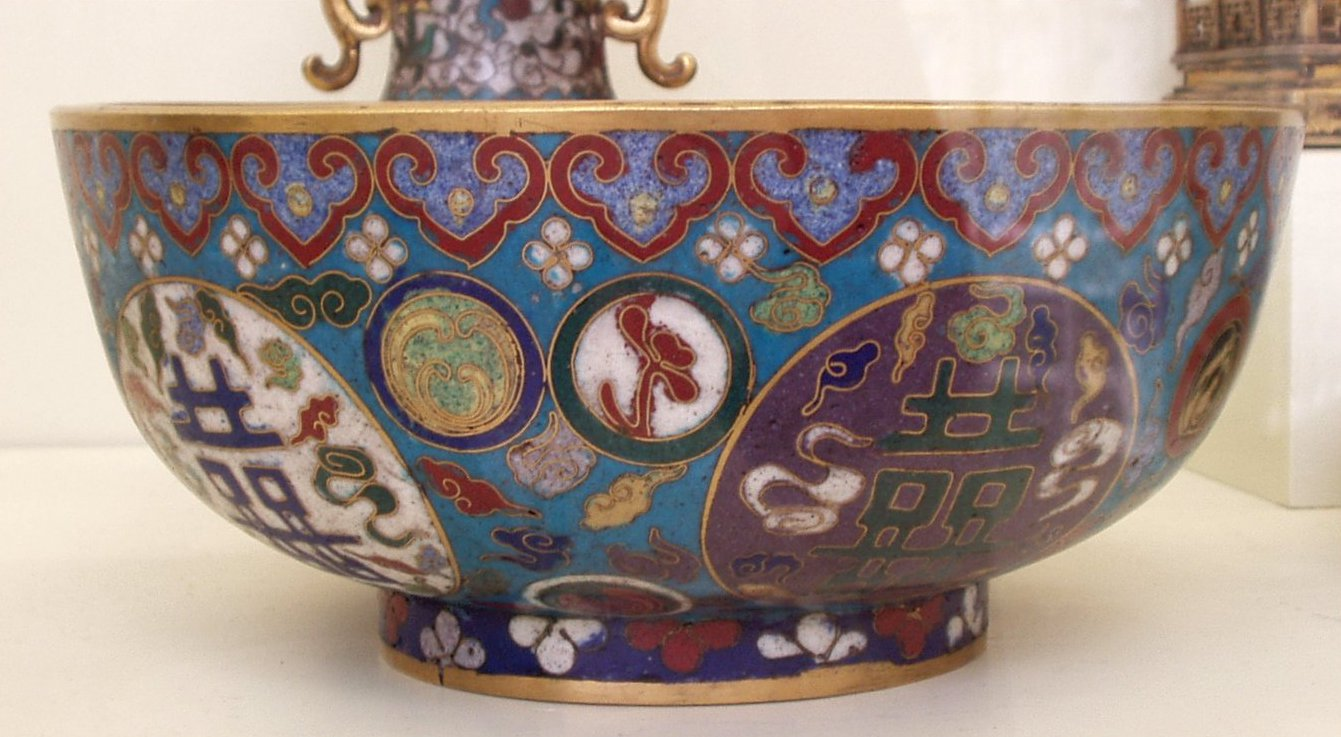
Bol en cloisonné de la dynastie Ming
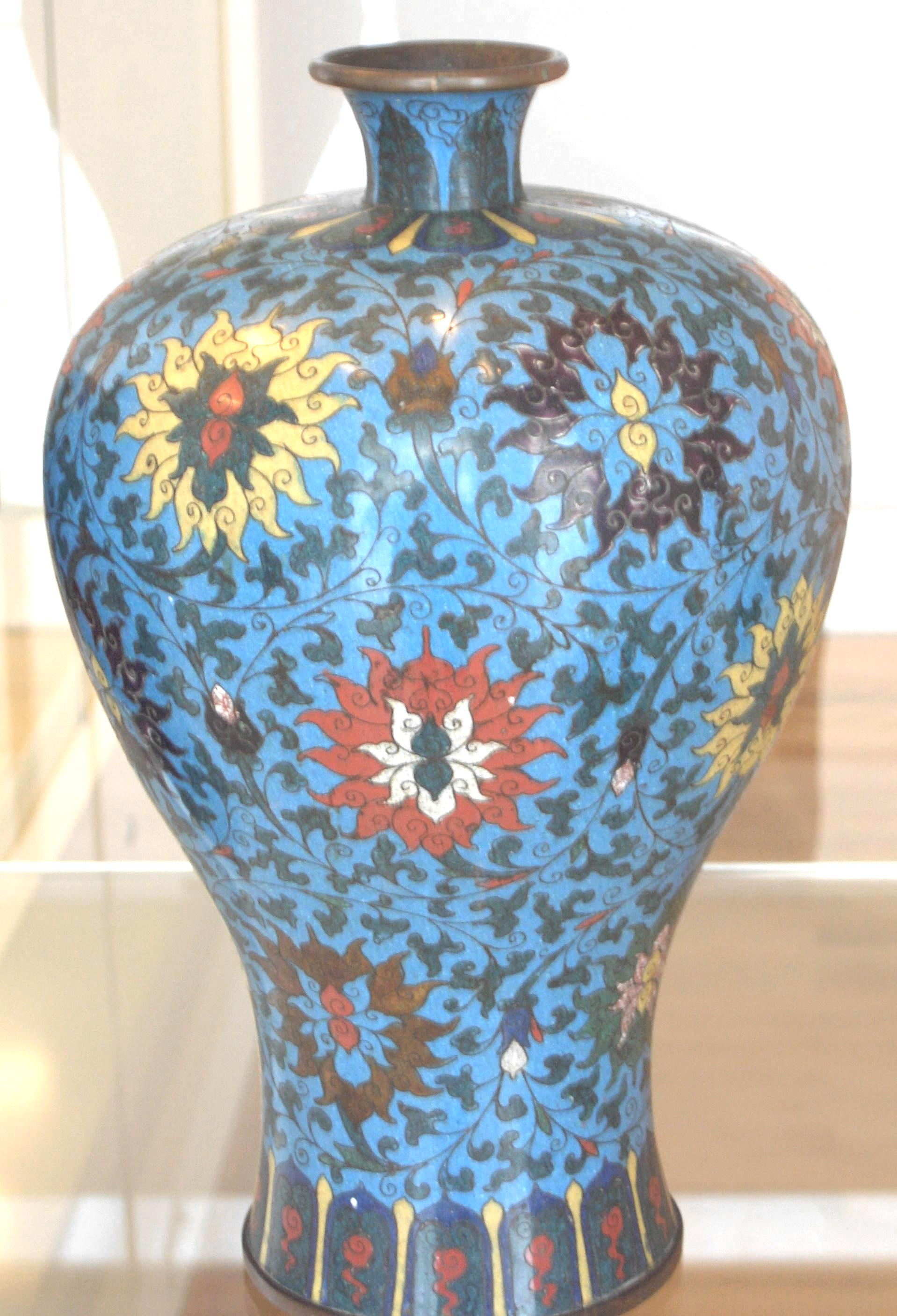
Vase en cloisonné chinois de style Meiping, XVIIe siècle
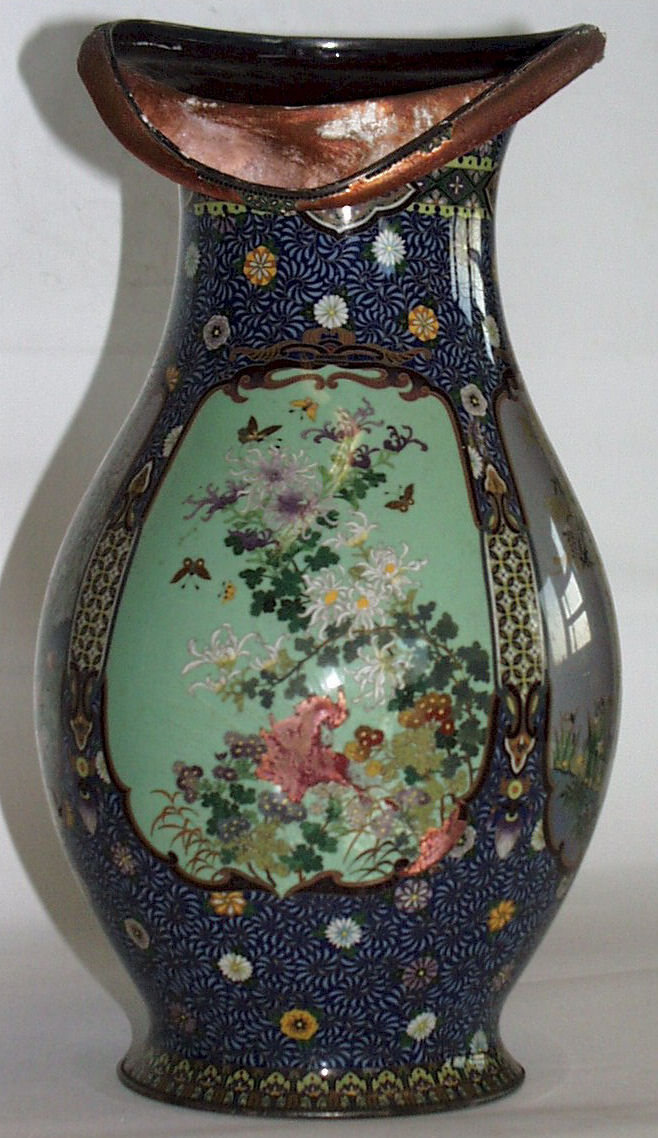
Vase en cloisonné de l'Institut d'Extrême Orient de Ludwigshaffen.
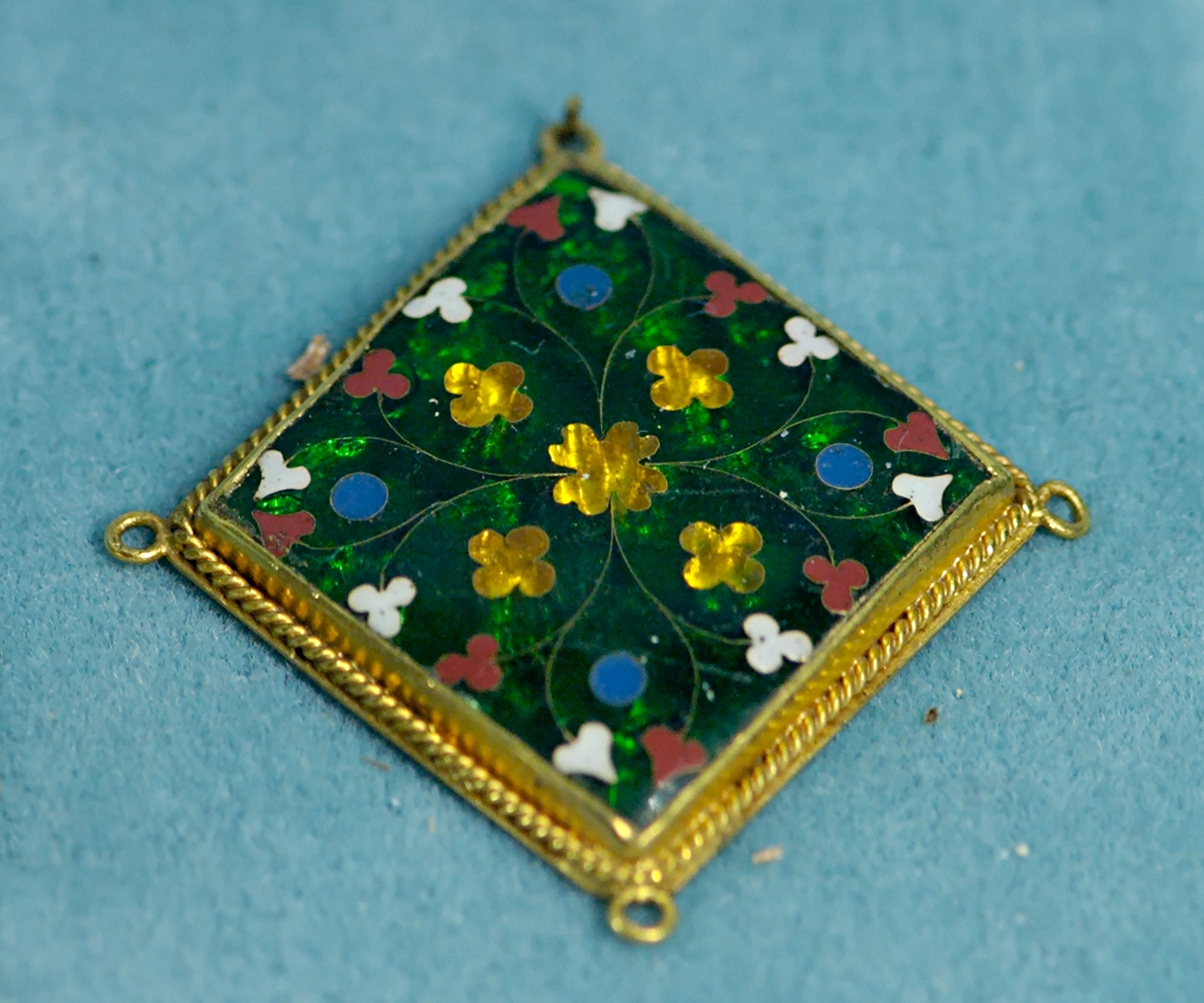
Chaton d'émail de plique. Émail cloisonné sur or, Paris, fin du XIIIe siècle-début du XIVe siècle
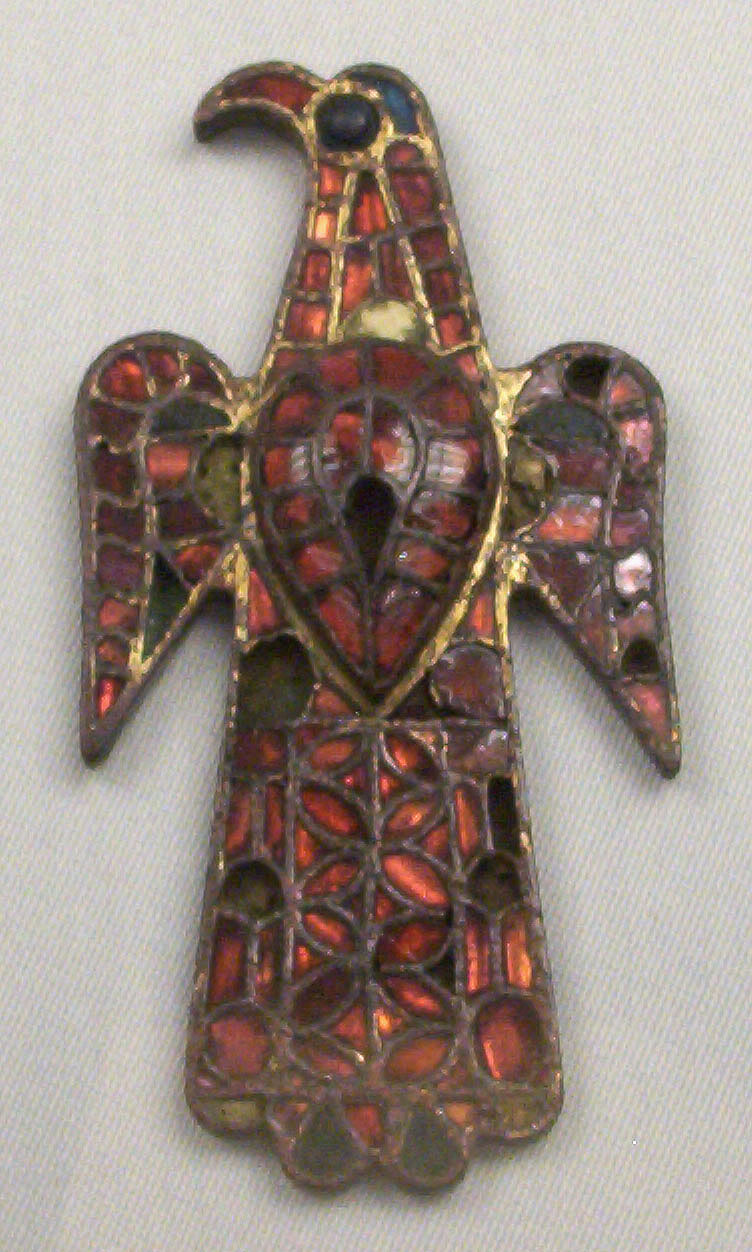
Fibule wisigothique en bronze et pâte de verre du VIe siècle. Origine : Alovera, en Espagne.
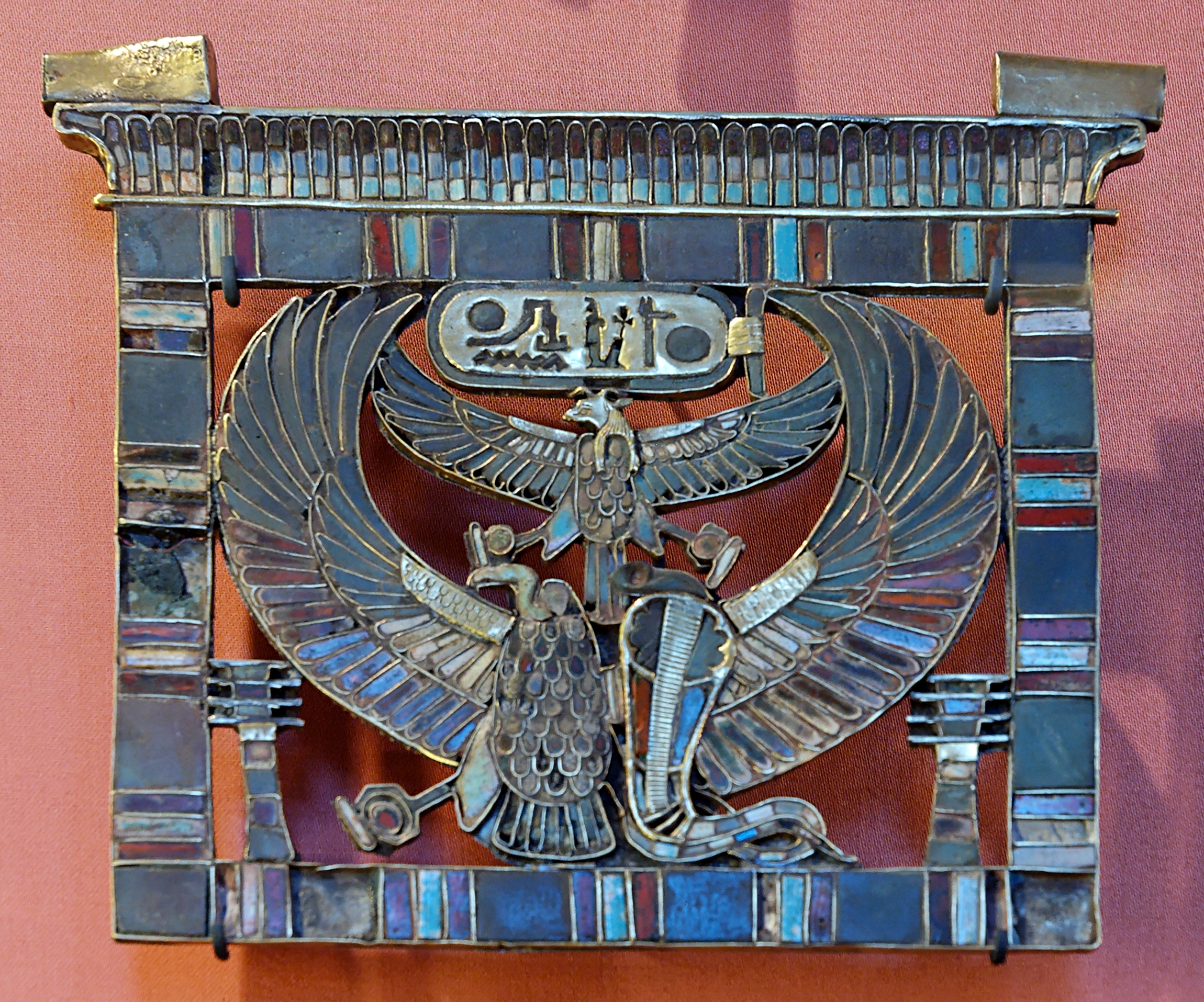
Pectoral au nom de Ramsès II. Or cloisonné, verre et turquoise, Nouvel Empire.
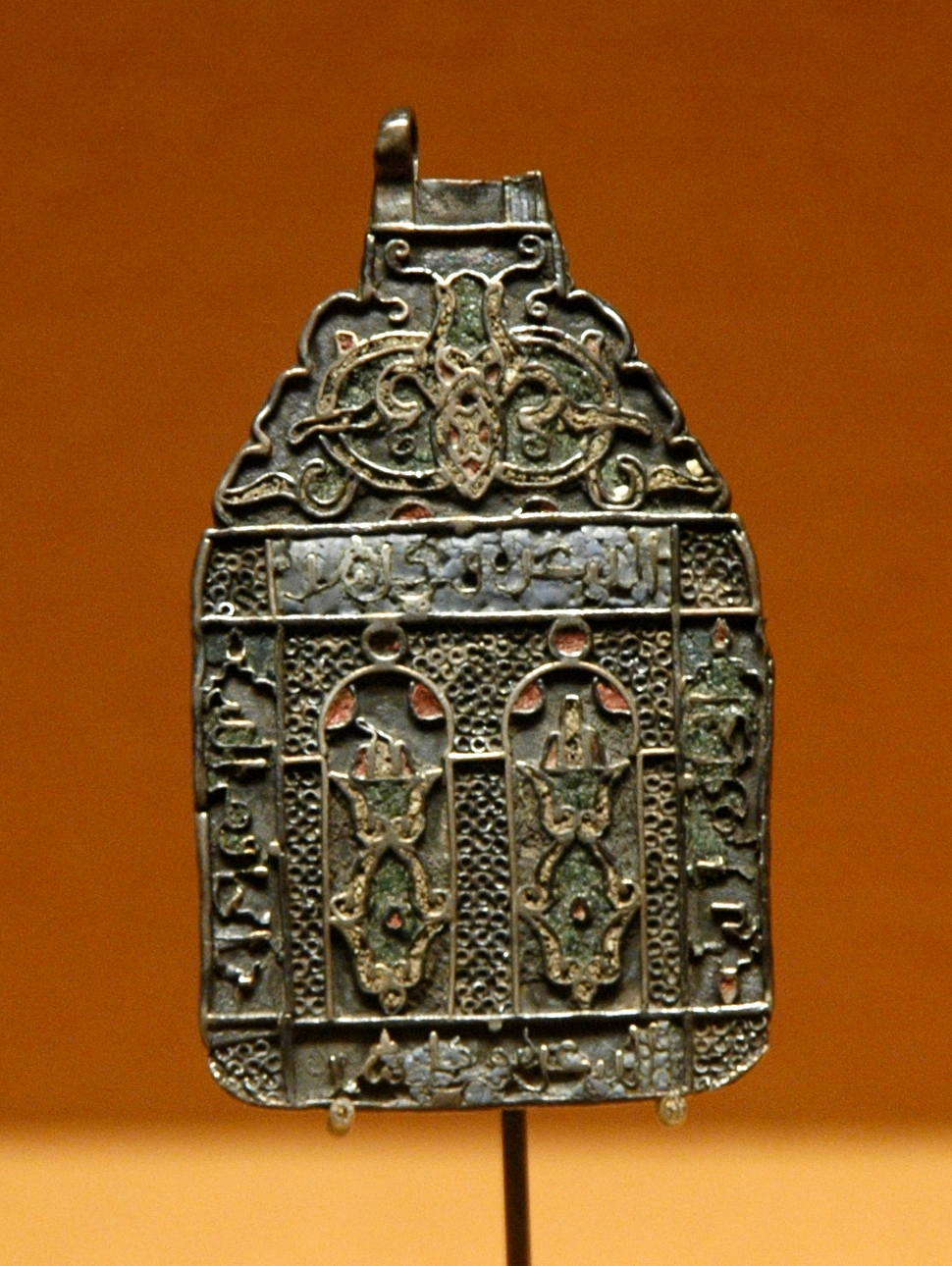
Amulette représentant deux mains de Fatima, portant l'inscription « Dieu est le gardien, Dieu est la consolation dans toute tribulation ». Argent martelé à décor de filigrane et d'émaux cloisonnés. XIVe – XVe siècle, Andalousie.
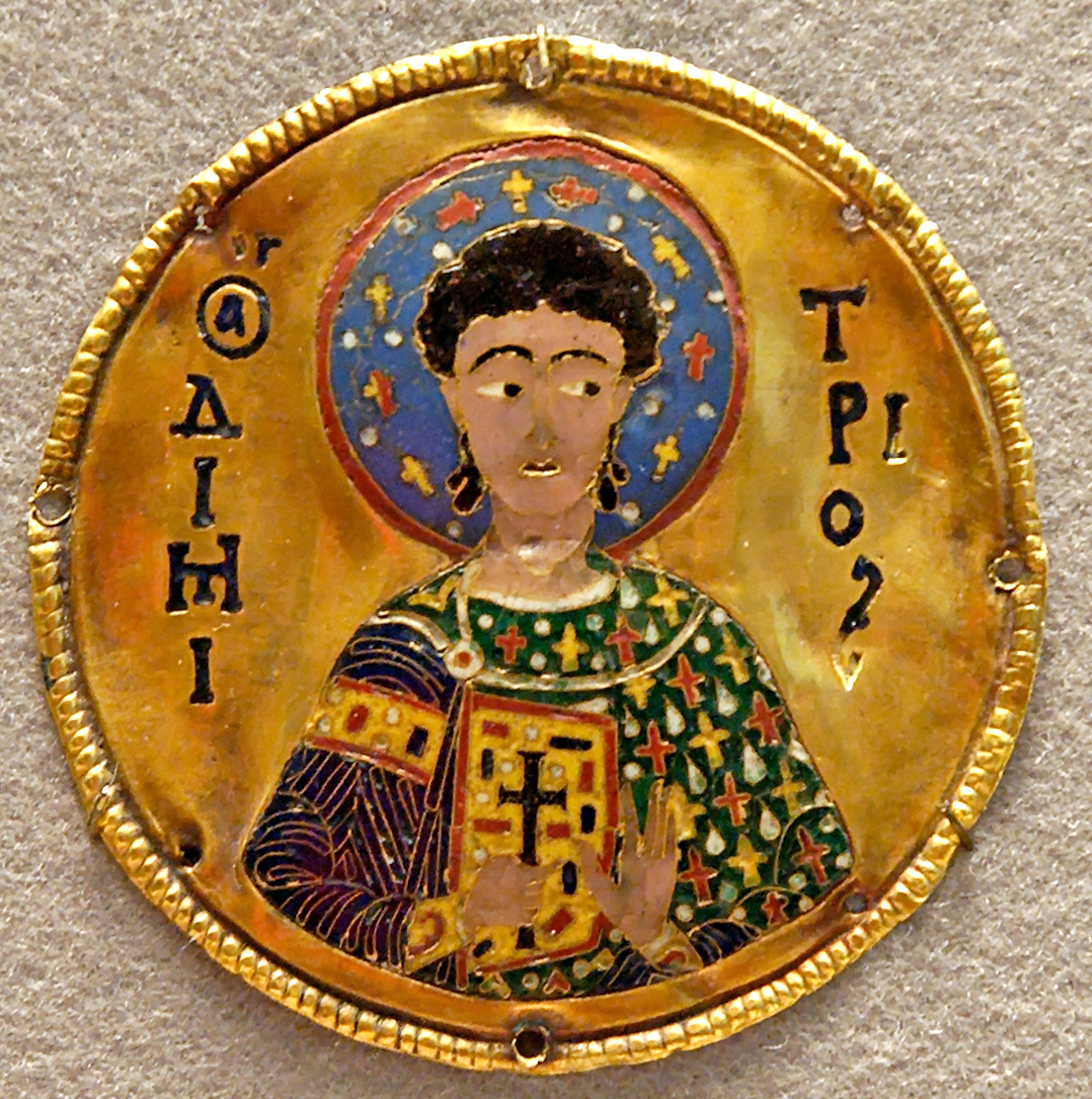
Saint Démétrius. Médaillon provenant du cadre d'une icône représentant saint Gabriel, au monastère Djoumati (Géorgie). Or et émail cloisonné, Constantinople, v. 1100.
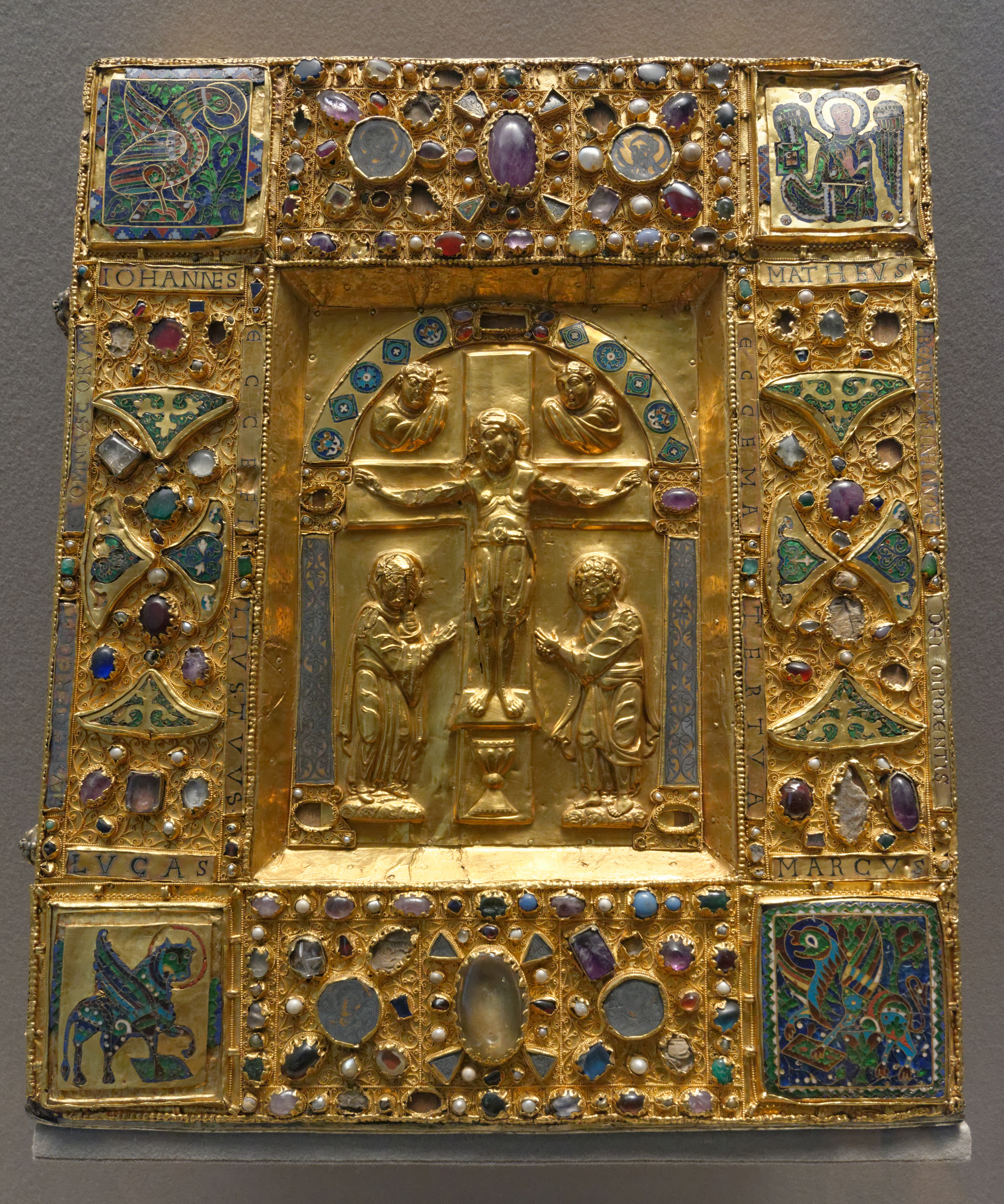
Boîte-reliquaire : résurrection du Christ et symboles des évangélistes. Or, émaux cloisonnés, nielle et cabochons sur âme de bois, première moitié du XIe siècle. A contenu le serment des ducs de Brabant. Provenance : église Saint-Servais de Maastricht.
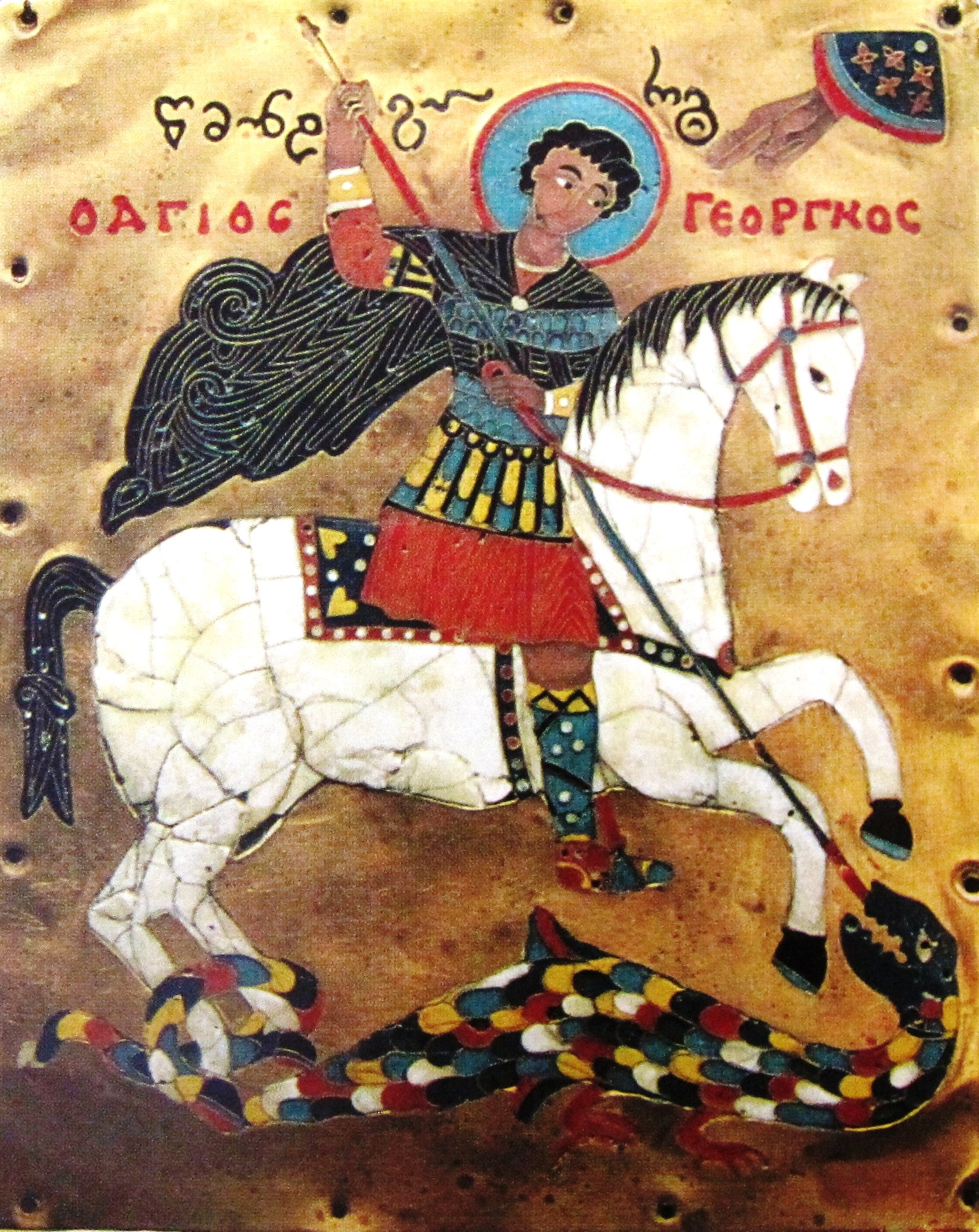
Plaque représentant Saint George terrassant le Dragon. Cloisonné sur or du XVe siècle. 15 x 11,5 cm (Musée d'Art national de Georgie)
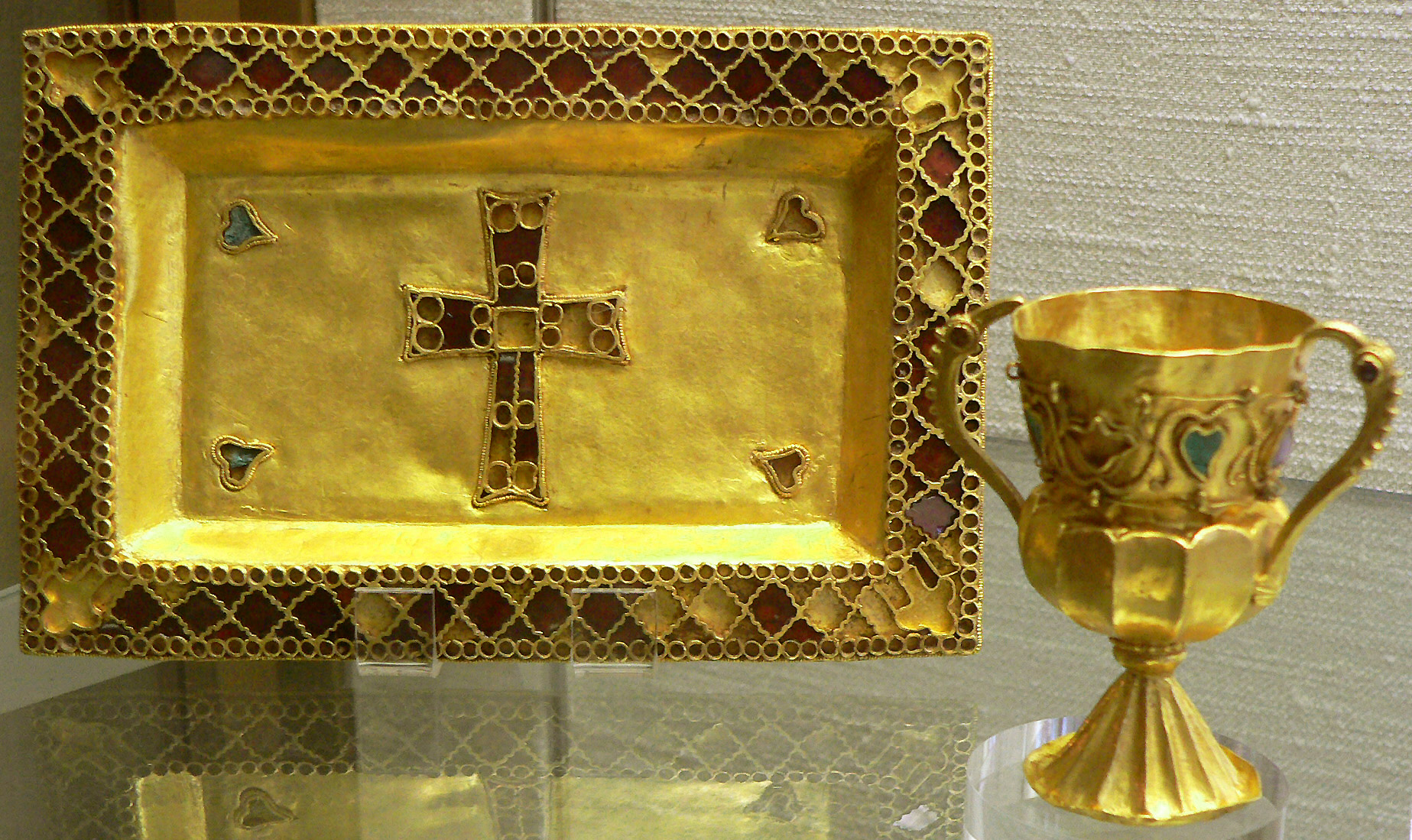
Trésor de Gourdon, patène et calice. Trésor découvert près de Gourdon (Saône-et-Loire), en 1845. Or, turquoise et grenats cloisonnés, fin du Ve-début du VIe siècle.